# Aleksandros Garpozis
Aleksandros Garpozis (gr. Αλέξανδρος Γαρπόζης, ur. 5 września 1980 w Limassolu) – cypryjski piłkarz grający na pozycji ofensywnego pomocnika.

## Kariera klubowa
Karierę piłkarską Garpozis rozpoczął w klubie z rodzinnego Limassolu o nazwie AEL Limassol. W sezonie 1998/1999 zadebiutował w jego barwach w pierwszej lidze cypryjskiej. Od sezonu 1999/2000 był podstawowym zawodnikiem swojego zespołu i grał w nim do końca 2003 roku.
Na początku 2004 roku Garpozis trafił do greckiego PAOK-u Saloniki. 1 lutego 2004 roku zanotował debiut w pierwszej lidze greckiej w wygranym 3:1 wyjazdowym spotkaniu z AO Proodeftiki. W PAOK-u był rezerwowym i przez rok rozegrał 7 spotkań ligowych.
Zimą 2005 roku Garpozis został zawodnikiem innego greckiego zespołu, Skody Ksanti. W jej barwach po raz pierwszy zagrał 12 lutego 2005 w meczu z Olympiakosem Pireus. Piłkarzem Skody był przez 2,5 roku i na ogół występował w pierwszym składzie.
Latem 2007 roku Cypryjczyk wrócił do rodzimej ligi i stał się graczem klubu Apollon Limassol. Po półtora roku gry w Apollonie przeniósł się do Anorthosisu Famagusta z Larnaki.
| Sezon   | Klub                 | Kraj   | Rozgrywki     | Mecze | Bramki |
| ------- | -------------------- | ------ | ------------- | ----- | ------ |
| 1998/99 | AEL Limassol         | Cypr   | Division A    | 5     | 2      |
| 1999/00 | AEL Limassol         | Cypr   | Division A    | 13    | 10     |
| 2000/01 | AEL Limassol         | Cypr   | Division A    | 22    | 7      |
| 2001/02 | AEL Limassol         | Cypr   | Division A    | 25    | 7      |
| 2002/03 | AEL Limassol         | Cypr   | Division A    | 21    | 6      |
| 2003/04 | AEL Limassol         | Cypr   | Division A    | 12    | 3      |
| 2003/04 | PAOK FC              | Grecja | Alpha Ethniki | 6     | 0      |
| 2004/05 | PAOK FC              | Grecja | Alpha Ethniki | 1     | 0      |
| 2004/05 | Skoda Ksanti         | Grecja | Alpha Ethniki | 11    | 3      |
| 2005/06 | Skoda Ksanti         | Grecja | Alpha Ethniki | 23    | 4      |
| 2006/07 | Skoda Ksanti         | Grecja | Alpha Ethniki | 26    | 2      |
| 2007/08 | Apollon Limassol     | Cypr   | Division A    | 29    | 2      |
| 2008/09 | Apollon Limassol     | Cypr   | Division A    | 14    | 1      |
| 2008/09 | Anorthosis Famagusta | Cypr   | Division A    | 10    | 1      |
| 2009/10 | Anorthosis Famagusta | Cypr   | Division A    |       |        |

## Kariera reprezentacyjna
W reprezentacji Cypru Garpozis zadebiutował w 2003 roku. W barwach kadry narodowej występował także w eliminacjach do Euro 2004, MŚ 2006, Euro 2008, a obecnie jest członkiem drużyny grającej w kwalifikacjach do MŚ 2010.